# Vinarje (gmina Slovenska Bistrica)
Vinarje – wieś w Słowenii, w gminie Slovenska Bistrica. W 2018 roku liczyła 244 mieszkańców.